# Nasrullaganj
Nasrullaganj là một thị xã và là một nagar panchayat của quận Sehore thuộc bang Madhya Pradesh, Ấn Độ.

## Nhân khẩu
Theo điều tra dân số năm 2001 của Ấn Độ, Nasrullaganj có dân số 17.240 người. Phái nam chiếm 54% tổng số dân và phái nữ chiếm 46%. Nasrullaganj có tỷ lệ 66% biết đọc biết viết, cao hơn tỷ lệ trung bình toàn quốc là 59,5%: tỷ lệ cho phái nam là 74%, và tỷ lệ cho phái nữ là 57%. Tại Nasrullaganj, 15% dân số nhỏ hơn 6 tuổi.